# Tongo (Albanien)
Tongo (albanisch Ishulli i Tongos) ist eine Insel im Ionischen Meer im Süden Albaniens. Sie liegt in der Bucht Gjiri i Fteliasit unmittelbar neben der Grenze zu Griechenland an der Südküste des Korafi-Hügelzugs. Die Insel ist rund 250 Meter lang und bis zu 100 Meter breit. Sie liegt rund 75 Meter vor der albanischen Küste; bis ans griechische Festland sind es knapp über 200 Meter nach Nordnordosten respektive etwas über 300 Meter nach Südsüdosten.
Es ist eine nicht bewohnte, felsige und mit Büschen bewachsene Insel. Die Gewässer sind reich an Fisch, Korallen und Schwämmen. Die Insel gehört zusammen mit dem umliegenden Festland und umgebenden Gewässern zum Nationalpark Butrint.